# Milánó–Sanremo
A Milánó–Sanremo országúti kerékpárverseny Olaszországban, egyike az öt Monumentumnak, az öt legnagyobb presztízzsel rendelkező egynapos versenynek. Másik neve A tavasz klasszikusa (The Spring classic). A versenyt minden év márciusában rendezik meg, és része az UCI World Tournak. 2020-ban  járványveszély miatt 2020. augusztus 8-án rendezték meg.

## Az útvonal
A verseny hossza 298 km, ami a leghosszabb az egynapos versenyek közül. A mezőny Milánóból indul, innen veszik célba a Ligur-tenger partját, amit körülbelül 150 kilométer megtétele után érnek el. A verseny hátralévő részében több olyan kisebb emelkedőt is teljesíteni kell, mint a Le Mánie (204 km-nél), a Cipressa (275,9 km) és a Poggio di Sanremo (291,8 km). A Poggio di Sanremo után visszaereszkednek a tenger szintjére, Sanremóba, ahol a befutó van. A befutó teljesen sík, mivel végig a tengerparton mennek.

## Dobogósok
| Év   | Győztes              | Második               | Harmadik             |
| ---- | -------------------- | --------------------- | -------------------- |
| 1907 | Lucien Petit-Breton  | Gustave Garrigou      | Giovanni Gerbi       |
| 1908 | Cyrille van Hauwaert | Luigi Ganna           | André Pottier        |
| 1909 | Luigi Ganna          | Émile Georget         | Giovanni Cuniolo     |
| 1910 | Eugène Christophe    | Giovanni Cocchi       | Giovanni Marchese    |
| 1911 | Gustave Garrigou     | Louis Trousselier     | Luigi Ganna          |
| 1912 | Henri Pélissier      | Gustave Garrigou      | Jules Masselis       |
| 1913 | Odile Defraye        | Louis Mottiat         | Ezio Corlaita        |
| 1914 | Ugo Agostoni         | Carlo Galetti         | Charles Crupelandt   |
| 1915 | Ezio Corlaita        | Luigi Lucotti         | Angelo Gremo         |
| 1917 | Gaetano Belloni      | Costante Girardengo   | Angelo Gremo         |
| 1918 | Costante Girardengo  | Gaetano Belloni       | Ugo Agostoni         |
| 1919 | Angelo Gremo         | Costante Girardengo   | Giuseppe Olivieri    |
| 1920 | Gaetano Belloni      | Henri Pélissier       | Costante Girardengo  |
| 1921 | Costante Girardengo  | Giovanni Brunero      | Giuseppe Azzini      |
| 1922 | Giovanni Brunero     | Costante Girardengo   | Bartolomeo Aimo      |
| 1923 | Costante Girardengo  | Gaetano Belloni       | Giuseppe Azzini      |
| 1924 | Pietro Linari        | Gaetano Belloni       | Costante Girardengo  |
| 1925 | Costante Girardengo  | Giovanni Brunero      | Pietro Linari        |
| 1926 | Costante Girardengo  | Nello Ciaccheri       | Egidio Picchiottino  |
| 1927 | Pietro Chesi         | Alfredo Binda         | Domenico Piemontesi  |
| 1928 | Costante Girardengo  | Alfredo Binda         | Giovanni Brunero     |
| 1929 | Alfredo Binda        | Leonida Frascarelli   | Pio Caimmi           |
| 1930 | Michele Mara         | Pio Caimmi            | Domenico Piemontesi  |
| 1931 | Alfredo Binda        | Learco Guerra         | Domenico Piemontesi  |
| 1932 | Alfredo Bovet        | Alfredo Binda         | Michele Mara         |
| 1933 | Learco Guerra        | Alfredo Bovet         | Pietro Rimoldi       |
| 1934 | Jef Demuysere        | Giovanni Cazzulani    | Francesco Camusso    |
| 1935 | Giuseppe Olmo        | Learco Guerra         | Mario Cipriani       |
| 1936 | Angelo Varetto       | Carlo Romanatti       | Olimpio Bizzi        |
| 1937 | Cesare Del Cancia    | Pierino Favalli       | Marco Cimatti        |
| 1938 | Giuseppe Olmo        | Pierino Favalli       | Alfredo Bovet        |
| 1939 | Gino Bartali         | Aldo Bini             | Osvaldo Bailo        |
| 1940 | Gino Bartali         | Pietro Rimoldi        | Aldo Bini            |
| 1941 | Pierino Favalli      | Mario Ricci           | Pietro Chiappini     |
| 1942 | Adolfo Leoni         | Antonio Bevilacqua    | Pierino Favalli      |
| 1943 | Cino Cinelli         | Glauco Servadei       | Quirino Toccacelli   |
| 1946 | Fausto Coppi         | Lucien Teisseire      | Mario Ricci          |
| 1947 | Gino Bartali         | Ezio Cecchi           | Sergio Maggini       |
| 1948 | Fausto Coppi         | Vittorio Rossello     | Fermo Camellini      |
| 1949 | Fausto Coppi         | Vito Ortelli          | Fiorenzo Magni       |
| 1950 | Gino Bartali         | Nedo Logli            | Oreste Conte         |
| 1951 | Louison Bobet        | Pierre Barbotin       | Loretto Petrucci     |
| 1952 | Loretto Petrucci     | Giuseppe Minardi      | Serge Blusson        |
| 1953 | Loretto Petrucci     | Giuseppe Minardi      | Valère Ollivier      |
| 1954 | Rik Van Steenbergen  | Francis Anastasi      | Giuseppe Favero      |
| 1955 | Germain Derycke      | Bernard Gauthier      | Jean Bobet           |
| 1956 | Fred De Bruyne       | Fiorenzo Magni        | Jef Planckaert       |
| 1957 | Miguel Poblet        | Fred De Bruyne        | Brian Robinson       |
| 1958 | Rik Van Looy         | Miguel Poblet         | André Darrigade      |
| 1959 | Miguel Poblet        | Rik Van Steenbergen   | Leon Vandaele        |
| 1960 | René Privat          | Jean Graczyk          | Yvo Molenaers        |
| 1961 | Raymond Poulidor     | Rik Van Looy          | Rino Benedetti       |
| 1962 | Emile Daems          | Yvo Molenaers         | Louis Proost         |
| 1963 | Joseph Groussard     | Rolf Wolfshohl        | Willy Schroeders     |
| 1964 | Tom Simpson          | Raymond Poulidor      | Willy Bocklant       |
| 1965 | Arie den Hartog      | Vittorio Adorni       | Franco Balmamion     |
| 1966 | Eddy Merckx          | Adriano Durante       | Herman Vanspringel   |
| 1967 | Eddy Merckx          | Gianni Motta          | Franco Bitossi       |
| 1968 | Rudi Altig           | Charly Grosskost      | Adriano Durante      |
| 1969 | Eddy Merckx          | Roger De Vlaeminck    | Marino Basso         |
| 1970 | Michele Dancelli     | Gerben Karstens       | Eric Leman           |
| 1971 | Eddy Merckx          | Felice Gimondi        | Gösta Pettersson     |
| 1972 | Eddy Merckx          | Gianni Motta          | Marino Basso         |
| 1973 | Roger De Vlaeminck   | Wilmo Francioni       | Felice Gimondi       |
| 1974 | Felice Gimondi       | Eric Leman            | Roger De Vlaeminck   |
| 1975 | Eddy Merckx          | Francesco Moser       | Guy Sibille          |
| 1976 | Eddy Merckx          | Wladimiro Panizza     | Michel Laurent       |
| 1977 | Jan Raas             | Roger De Vlaeminck    | Wilfried Wesemael    |
| 1978 | Roger De Vlaeminck   | Giuseppe Saronni      | Alessio Antonini     |
| 1979 | Roger De Vlaeminck   | Giuseppe Saronni      | Knut Knudsen         |
| 1980 | Pierino Gavazzi      | Giuseppe Saronni      | Jan Raas             |
| 1981 | Alfons De Wolf       | Roger De Vlaeminck    | Jacques Bossis       |
| 1982 | Marc Gomez           | Alain Bondue          | Moreno Argentin      |
| 1983 | Giuseppe Saronni     | Guido Bontempi        | Jan Raas             |
| 1984 | Francesco Moser      | Sean Kelly            | Eric Vanderaerden    |
| 1985 | Hennie Kuiper        | Teun van Vliet        | Silvano Riccò        |
| 1986 | Sean Kelly           | Greg LeMond           | Mario Beccia         |
| 1987 | Erich Maechler       | Eric Vanderaerden     | Guido Bontempi       |
| 1988 | Laurent Fignon       | Maurizio Fondriest    | Steven Rooks         |
| 1989 | Laurent Fignon       | Frans Maassen         | Adriano Baffi        |
| 1990 | Gianni Bugno         | Rolf Gölz             | Gilles Delion        |
| 1991 | Claudio Chiappucci   | Rolf Sørensen         | Eric Vanderaerden    |
| 1992 | Sean Kelly           | Moreno Argentin       | Johan Museeuw        |
| 1993 | Maurizio Fondriest   | Luca Gelfi            | Maximilian Sciandri  |
| 1994 | Giorgio Furlan       | Mario Cipollini       | Adriano Baffi        |
| 1995 | Laurent Jalabert     | Maurizio Fondriest    | Stefano Zanini       |
| 1996 | Gabriele Colombo     | Olekszandr Honcsenkov | Michele Coppolillo   |
| 1997 | Erik Zabel           | Alberto Elli          | Biagio Conte         |
| 1998 | Erik Zabel           | Emmanuel Magnien      | Frédéric Moncassin   |
| 1999 | Andréi Chmil         | Erik Zabel            | Zbigniew Spruch      |
| 2000 | Erik Zabel           | Fabio Baldato         | Óscar Freire         |
| 2001 | Erik Zabel           | Mario Cipollini       | Romāns Vainšteins    |
| 2002 | Mario Cipollini      | Fred Rodriguez        | Markus Zberg         |
| 2003 | Paolo Bettini        | Mirko Celestino       | Luca Paolini         |
| 2004 | Óscar Freire         | Erik Zabel            | Stuart O'Grady       |
| 2005 | Alessandro Petacchi  | Danilo Hondo          | Thor Hushovd         |
| 2006 | Filippo Pozzato      | Alessandro Petacchi   | Luca Paolini         |
| 2007 | Óscar Freire         | Allan Davis           | Tom Boonen           |
| 2008 | Fabian Cancellara    | Filippo Pozzato       | Philippe Gilbert     |
| 2009 | Mark Cavendish       | Heinrich Haussler     | Thor Hushovd         |
| 2010 | Óscar Freire         | Tom Boonen            | Alessandro Petacchi  |
| 2011 | Matthew Goss         | Fabian Cancellara     | Philippe Gilbert     |
| 2012 | Simon Gerrans        | Fabian Cancellara     | Vincenzo Nibali      |
| 2013 | Gerald Ciolek        | Peter Sagan           | Fabian Cancellara    |
| 2014 | Alexander Kristoff   | Fabian Cancellara     | Ben Swift            |
| 2015 | John Degenkolb       | Alexander Kristoff    | Michael Matthews     |
| 2016 | Arnaud Démare        | Ben Swift             | Jürgen Roelandts     |
| 2017 | Michał Kwiatkowski   | Peter Sagan           | Julian Alaphilippe   |
| 2018 | Vincenzo Nibali      | Caleb Ewan            | Arnaud Démare        |
| 2019 | Julian Alaphilippe   | Oliver Naesen         | Michał Kwiatkowski   |
| 2020 | Wout van Aert        | Julian Alaphilippe    | Michael Matthews     |
| 2021 | Jasper Stuyven       | Caleb Ewan            | Wout van Aert        |
| 2022 | Matej Mohorič        | Anthony Turgis        | Mathieu van der Poel |
| 2023 | Mathieu van der Poel | Filippo Ganna         | Wout van Aert        |
| 2024 | Jasper Philipsen     | Michael Matthews      | Tadej Pogačar        |
| 2025 | Mathieu van der Poel | Filippo Ganna         | Tadej Pogačar        |